# Erich Hubala
Erich Hubala (* 24. März 1920 in Kremsier, Tschechoslowakei; † 8. Januar 1994 in München) war ein deutscher Kunsthistoriker. Er war Inhaber des Lehrstuhls für Mittlere und Neuere Kunstgeschichte an der Julius-Maximilians-Universität Würzburg. 

## Leben
Hubala wuchs als Sohn des Gymnasiallehrers Franz Hubala und seiner Frau Anna in Kremsier auf. 1939 bestand er sein Abitur. Die Jahre 1941 bis 1947 verbrachte er im Kriegsdienst und in Kriegsgefangenschaft. Nach seiner Rückkehr aus der Gefangenschaft nahm er ein Studium der Kunstgeschichte in Wien auf. Er wurde im Jahre 1951 mit seiner von Hans Jantzen betreuten Arbeit Zierobelisken. Studien zur Architektur des 16. Jahrhunderts promoviert.
Hubala wurde daraufhin Assistent von Hans Sedlmayr an der Ludwig-Maximilians-Universität München. Ab 1969 war er Ordinarius an der Christian-Albrechts-Universität zu Kiel. 1974 folgte er dem Ruf der Universität Würzburg und war dort Lehrstuhlinhaber für Mittlere und Neuere Kunstgeschichte bis zu seiner Emeritierung. Seit 1989 war er korrespondierendes Mitglied der Braunschweigischen Wissenschaftlichen Gesellschaft.

## Schriften (Auswahl)
- Zierobelisken. Studien zur Architektur des 16. Jahrhunderts (= Phil. Diss.), München 1951
- Burgen und Schlösser in Mähren. Weidlich, Frankfurt am Main 1965.
- Die Kunst des 17. Jahrhunderts (= Propyläen Kunstgeschichte. Band 9), Berlin 1970
- Barock und Rokoko. (= Belser Stilgeschichte. Band 9), 1971
- als Hrsg. mit Gunter Schweikhart: Festschrift Herbert Siebenhüner. Würzburg 1978.
- mit Otto Mayer und Wolf-Christian von der Mülbe: Die Residenz zu Würzburg. Edition Georg Popp im Arena-Verlag, Würzburg 1984, ISBN 3-88155-111-5.
- Venedig. Brenta-Villen, Chioggia, Murano, Torcello: Baudenkmäler und Museen (= Reclams Kunstführer Italien; 2,1). 3. Auflage. Reclam, Stuttgart 1985, ISBN 3-15-010002-X.